# Auriébat
Auriébat is een gemeente in het Franse departement Hautes-Pyrénées (regio Occitanie) en telt 292 inwoners (2004). De plaats maakt deel uit van het arrondissement Tarbes.

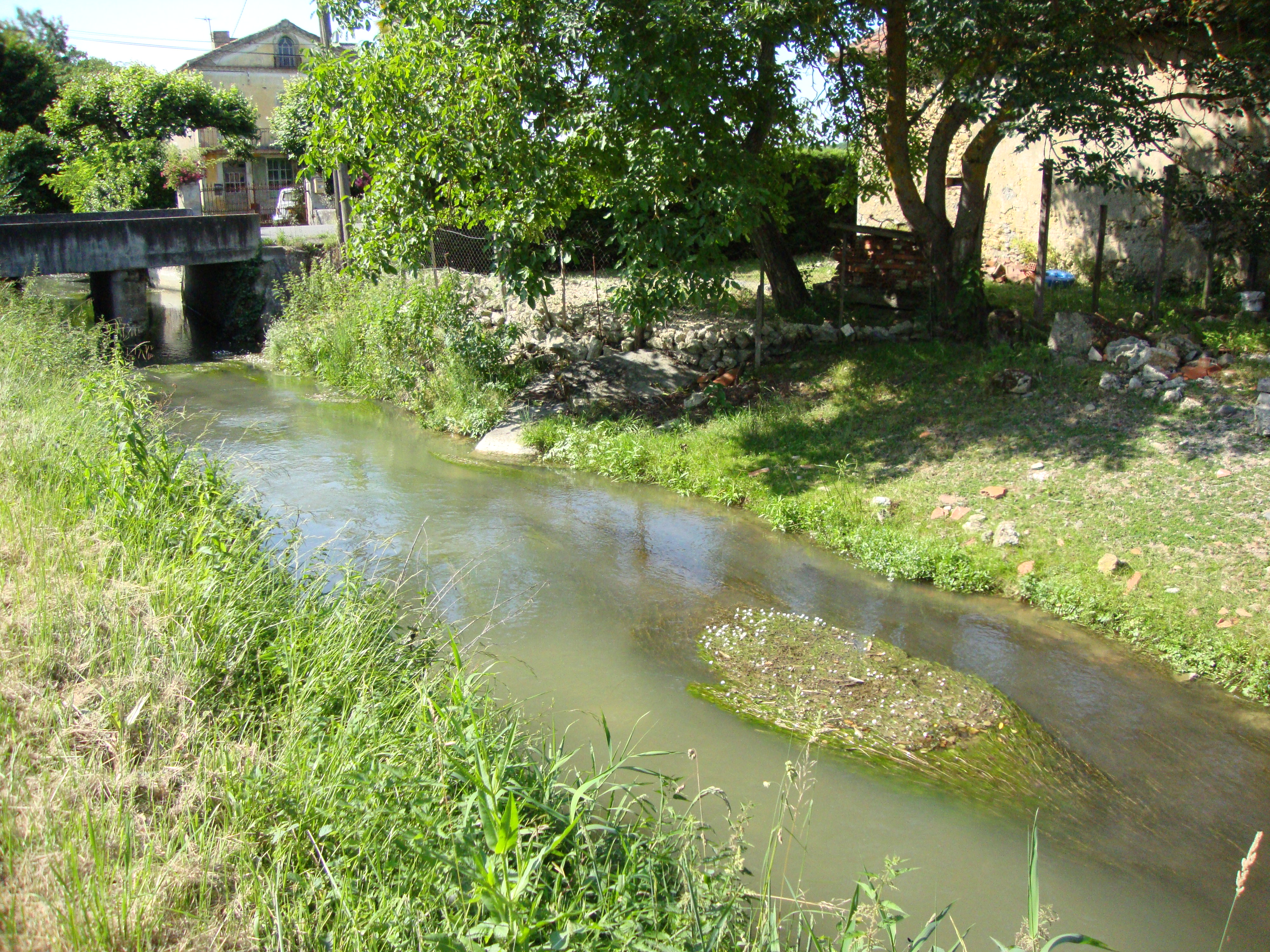
Kanaal van Alaric
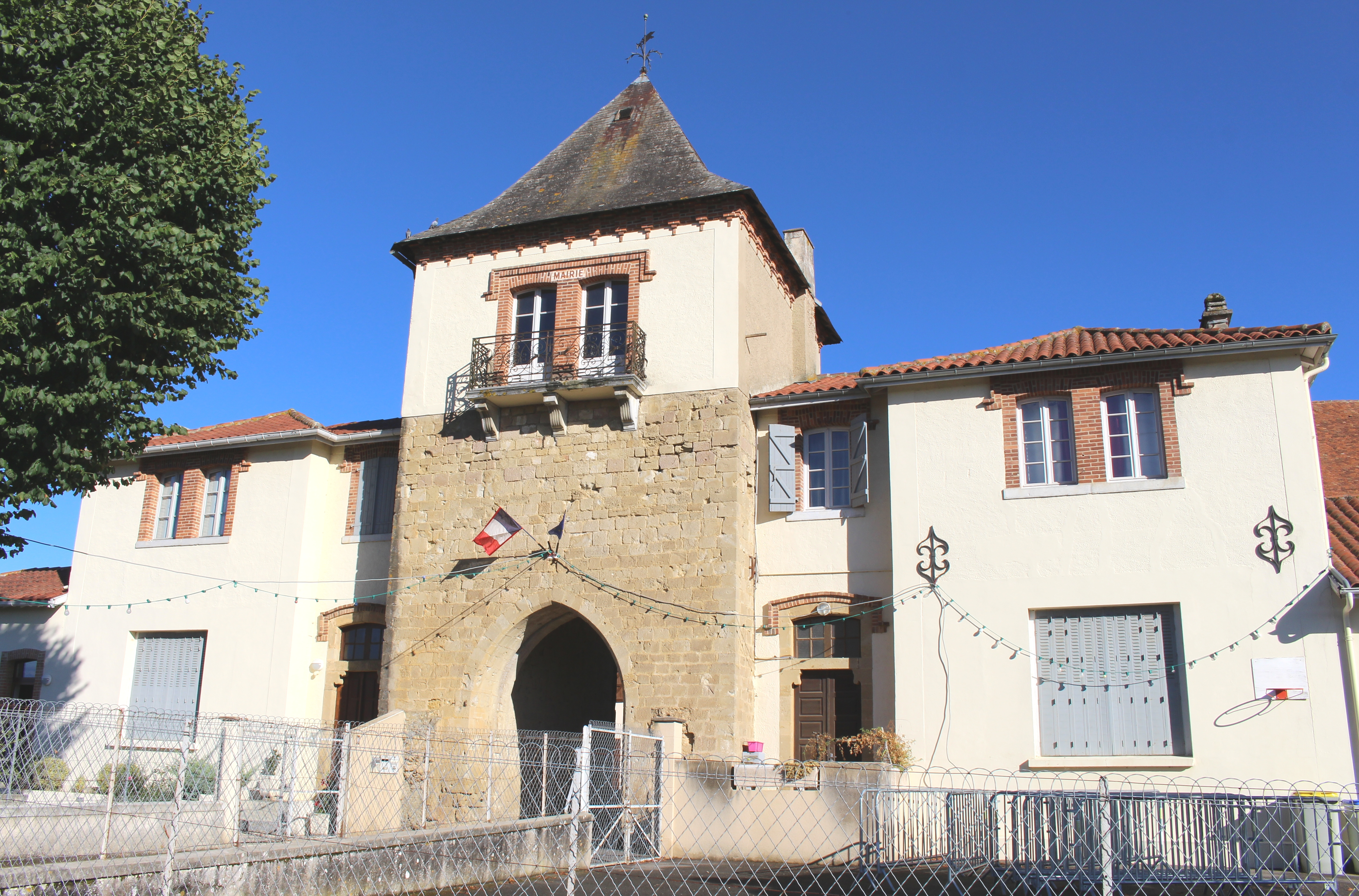
Gemeentehuis

## Geografie
De oppervlakte van Auriébat bedraagt 16,1 km², de bevolkingsdichtheid is 18,1 inwoners per km².

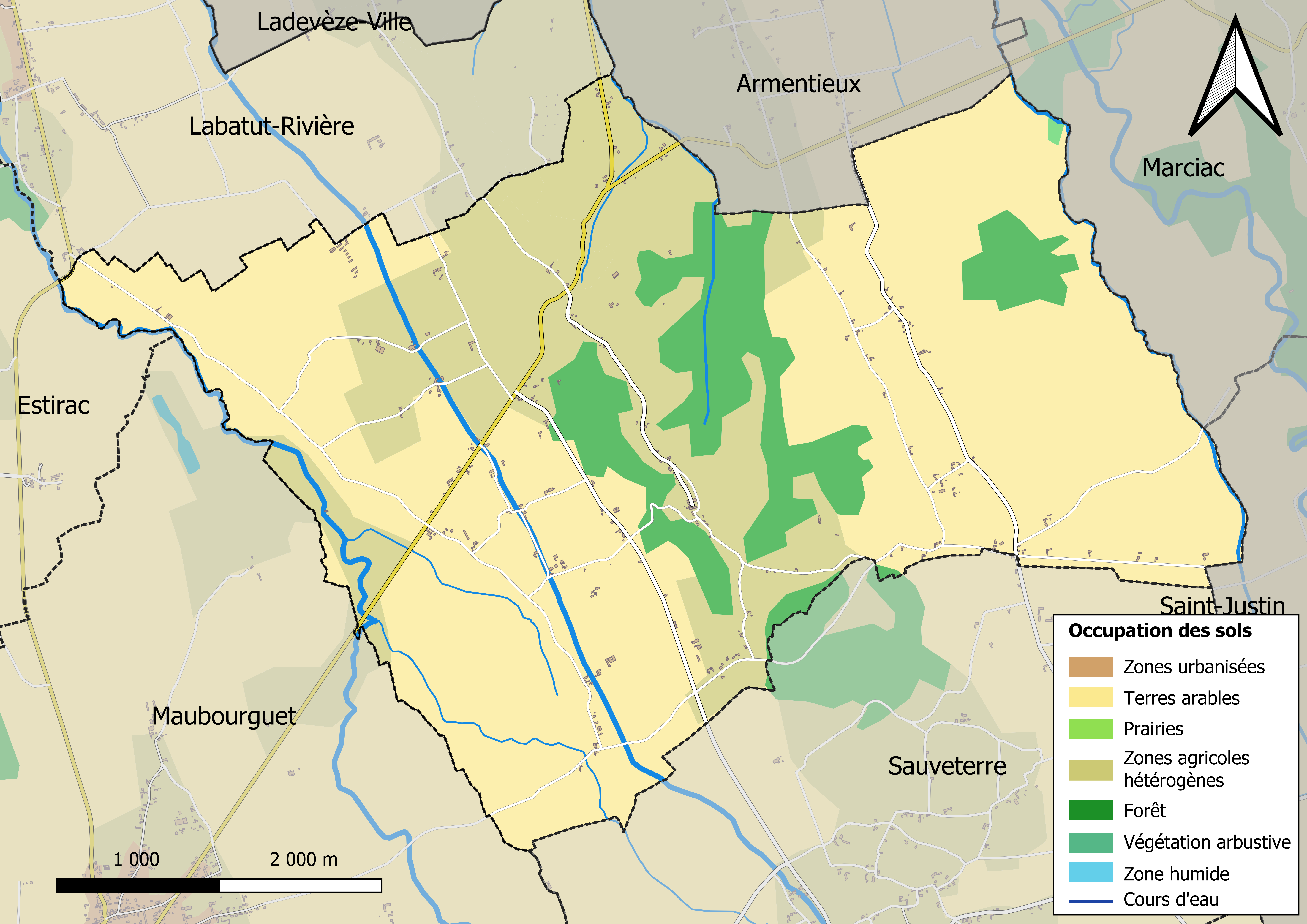
Kaart van de gemeente met belangrijkste infrastructuur, bodemgebruik en omliggende gemeenten

## Demografie
Onderstaande figuur toont het verloop van het inwonertal (bron: INSEE-tellingen).